# Lorica plumata

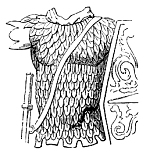
Eine Lorica plumata mit Schwertgehänge.

Die Lorica plumata (lateinisch lorica = Panzer, pluma = Feder, Gefieder) war eine Rüstung in den römischen Legionen.

## Beschreibung
Die Lorica plumata war ein Schuppenpanzer, der bis zu den Oberschenkeln reichte. Er ähnelte sehr der Lorica squamata, unterschied sich aber in der Form der Eisenplättchen und der Tatsache, dass die Schuppen an einer Kettenrüstung (Lorica hamata) befestigt waren. Während die Schuppen der Lorica squamata viereckig waren, liefen die Schuppen der Lorica plumata spitz oder rund zu. Daher kommt auch der Name dieser Rüstung: Die spitz zulaufenden Eisenplättchen erinnern an Vogelfedern (lat. plumae). Unter der Lorica plumata trug man zumeist ein Subarmalis. Insgesamt wog diese Rüstung 15 kg. Die Lorica plumata wurde von Offizieren getragen und grenzte damit von einfachen Soldaten ab.